# Only The Sound Remains
Only the sound remains és una òpera en dos actes de la compositora finlandesa Kaija Saariaho, comissionada i produïda per la Dutch National Opera, la Finnish National Opera, l'Òpera de Paris, el Teatro Real de Madrid i la Canadian Opera Company. Va ser estrenada el març de 2016 a la Dutch National Opera d'Amsterdam, amb la col·laboració del famós director d'escena Peter Sellars. L'obra veu de les fonts del teatre Nôh japonès, nascut de la idea budista que la veritable llum resta amagada en la foscor, per no enlluernar els mortals; Saariaho deixa anar aquesta llum retinguda, en una òpera on l'acció és poc important. És tensió, concentració i simbolisme en tot moment.

## Papers solistes i orquestració[2]
| Paper        | Veu          | Primer repartiment (15 de març de 2016). Director: André de Ridder |
| ------------ | ------------ | ------------------------------------------------------------------ |
| Àngel        | Contratenor  | Philippe Jaroussky                                                 |
| Pescador     | Baríton-baix | Davóne Tines                                                       |
| Fada (dansa) |              | Nora Kimball-Mentzos                                               |

Saariaho opta per una orquestració minimalista:
- Flauta travessera
- Flauta baixa
- Percussió
- Kantele
- Quartet de cordes (2, 1, 1)
- Electrònica
- Quartet vocal (SATB)

## Sinopsi breu
Only the Sound Remains combina dues òperes curtes inspirades pel Teatre Nôh: Always strong (Tsunemasa) i Feather mantle (Hagoromo), basades en les traduccions d'Ezra Pound i Ernest Fenollosa.
A Always Strong, un jove llaütista anomenat Tsunemasa torna en forma d'esperit a la cort després d'una mort en violentes circumstàncies. Quan era viu, la seva manera de tocar la Biwa (mena de llaüt japonès) era eròtica i celestial, però ara, un cop mort, desemparat i allunyat de la música, no troba la felicitat enlloc. El monjo Gyōkei contacta amb l'esperit i ofereix una Biwa a l'altar del desaparegut; omple la cerimònia amb la seva música. L'esperit de Tsunemasa i toca breument el llaüt, abans de desaparèixer a poc a poc.
A Feather Mantle, un pescador anomenat Hakuryō surt a pescar amb els seus companys i troba una preciosa roba penjada en una branca de pi. Quan prova d'emportar-se-la a casa com a amulet de la família, una fada celestial apareix i li demana que li torni la peça de roba. Al principi, Hakuryō refusa de tornar-li. Tanmateix, l'emociona la història que li explica la fada: sense la roba, no pot tornar al cel. El pescador hi parla i finalment li promet que li retornarà la peça si li ensenya la seva dansa; ella accepta, i a continuació desapareix entre la boirina, rere el cim del Mont Fuji. I només roman el so (only the sound remains).

## Algunes consideracions de la crítica
Biëlla Luttmer, del diari deVolkskrant (18/3/2016), expressa [traducció pròpia]: 
"El text i els sons de Saariaho connecten amb l'obra pictòrica [desplegada en la posada en escena de Peter Sellars, de l'artista etíop Julie Mehretu]. Les ombres massives d'un monjo, un esperit i un àngel projectades en teles lleugeres. Les imatges que es creen són d'una bellesa irreal. Llum i foscor, distància i proximitat, allò terrenal i allò celestial van de la mà. El director André de Ridder s'assegura de manera admirable que el so dels instruments i les veus dels cantants projectin des de l'escenari. En passatges curosament seleccionats, aquest és transformat per l'electrònica i reposa com una gran garlanda sobre l'audiència".
David Pinedo, de Bachtrack (18/3/2016), en diu [traducció pròpia]: 
"Els paisatges simfònics de Saariaho es beneficien de la seva brevetat i d'una compacta intensitat, quan les seves òperes més llargues pateixen sovint d'una monotonia intermitent. Amb Only the sound remains, la compositora finlandesa ha creat dues experiències en doble pàgina, de manera que evita els esculls de la llargada excessiva. La música de Saariaho té el seu origen en l'espectralisme; forma paisatges centrats en el color i la textura. A través del kantele d'Eija Kankaanranta i la varietat de flautes a les mans de Camilla Hoitenga, i també la plètora de percussió manejada per Niek Kleinjan, la compositora és capaç de crear el seu distintiu estil eteri [...]."
Finalment un comentari d'Oswin Scneeweisz, de Theaterkrant (16/3/2016) [traducció pròpia]: 
"Hi ha, principalment, un munt de música meditativa, amb una sèrie de personatges a l'escenari davant un quadre abstracte gegant, amb una enginyosa direcció lumínica que dona atmosfera a l'espectacle; color i emoció. Resta encara inscrit en el relat artístic occidental, a nivell formal; igual de tradicional que les òperes de Monteerdi. És una òpera arcaica i moderna, clarament a cavall d'orient i occident, terrenal i espiritual."
Only the sound remains va ser estrenada a Helsinki, Finlàndia, el 12 d'abril de 2017, amb Anthony Roth Constanzo com a contratenor. Pròximament arribarà a l'Òpera de Paris, a partir del 23 d'abril de 2018, de nou amb Philippe Jaroussky al paper d'àngel.

## Llista de referències
1. 1 2 3 4  «Music Sales Classical: Kaija Saariaho» (en anglès).   Chester Music, 2015. [Consulta: 15 juny 2017].
2. 1 2  «Only the sound remains | Dutch National Opera & Ballet». [Consulta: 15 juny 2017].
3. ↑  TheGrumpyAdmin. «Volkskrant – Only the Sound Remains doet een groot beroep op de concentratie – Translation to English – Philippe Jaroussky Completely Unofficial». [Consulta: 15 juny 2017].
4. ↑  «Saariaho's fascinating phantasmagoria: Only the Sound Remains» (en anglès). [Consulta: 15 juny 2017].
5. ↑   «Only the Sound Remains door De Nationale Opera – Theaterkrant» (en neerlandès). Theaterkrant.